# Strada statale 162 NC Asse Mediano
La Strada statale ex 162 NC Asse Mediano  (ex SS 162 NC), è una superstrada della città metropolitana di Napoli, classificata tecnicamente come strada extraurbana principale. L'arteria, oltre a costituire una linea tangenziale dell'entroterra a nord di Napoli, permette il collegamento ad altri assi viari interni e alla rete autostradale italiana.

## Storia

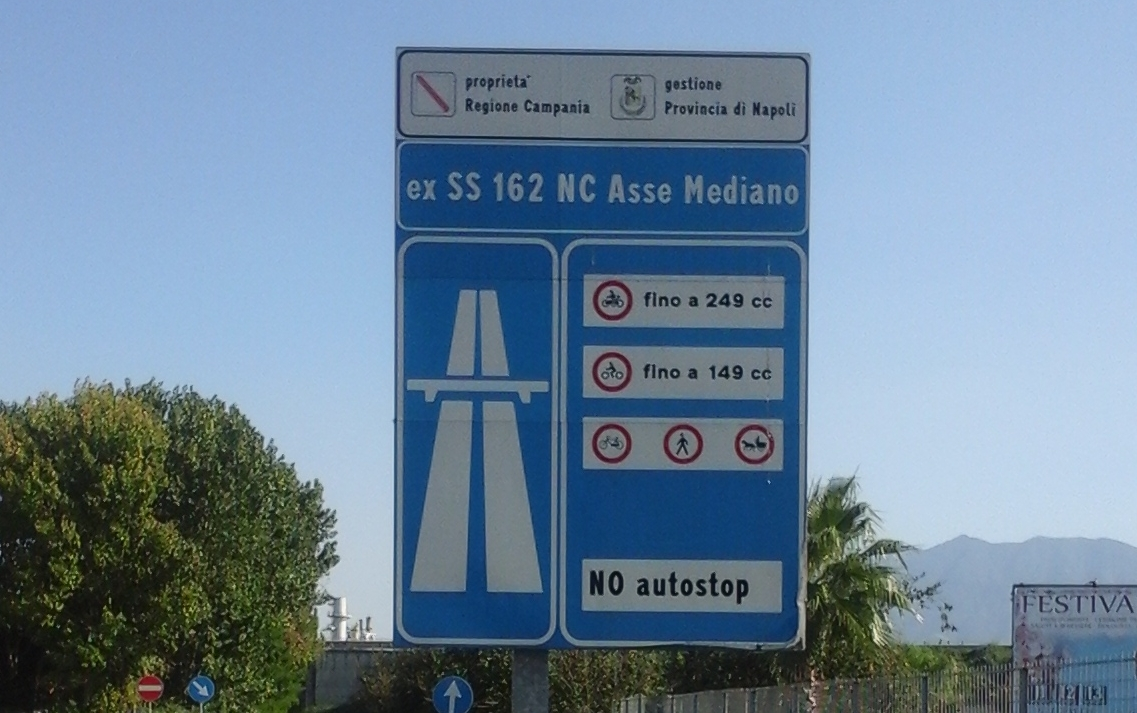
Rampa d'accesso dell'Asse Mediano in corrispondenza dello svincolo di Acerra

Fu progettata negli anni ottanta, in seguito al terremoto dell'Irpinia, nell'ambito dei vasti e monumentali progetti infrastrutturali che caratterizzarono quegli anni. Il suo scopo fu quello di collegare tra loro con un'arteria a scorrimento veloce i comuni dell'area a nord di Napoli, oltre a fare da asse di collegamento con i principali poli industriali della zona (principalmente, lo Stabilimento Alfa Romeo di Pomigliano d'Arco), con la rete ferroviaria, ubicata nel territorio comunale di Acerra e l'aeroporto di Capodichino, la rete autostradale e la circumvallazione esterna di Napoli. L'opera in realtà non è ancora del tutto conclusa. Un esempio è lo svincolo con la SP500 che consente a chi proviene da Acerra di immettersi sulla suddetta in direzione Scampia-Capodichino, il quale è stato aperto al traffico solo il 13 aprile 2019.
In seguito al decreto legislativo n. 112 del 1998, dal 17 ottobre 2001 la gestione è passata dall'ANAS alla Regione Campania, che nella stessa data ha ulteriormente devoluto le competenze alla Provincia di Napoli; dal 1º gennaio 2015 è gestita dalla Città metropolitana di Napoli. Dal 26 novembre 2018 è rientrata nella competenza di ANAS in seguito al piano "Rientro Strade".

## Caratteristiche
L'arteria ha una lunghezza totale di 33,75 chilometri, con 25,50 chilometri di rampe e 8,60 chilometri di viadotti. È composta da due carreggiate separate da uno spartitraffico; ciascuna carreggiata è composta da due corsie.
La maggiore criticità, che incide non poco sulla sicurezza di automobilisti e centauri, è l'inadeguata luminosità che l'arteria presenta in alcuni tratti e che ha causato molti incidenti stradali. Dopo un primo piano di investimenti avviato tra il 2010 e il 2012 che ha permesso la ripavimentazione di parte dell'asse, un adeguamento sia dell'illuminazione che della segnaletica, la ricostruzione di nuovi giunti stradali e l'installazione di pannelli fonoassorbenti che limitano l'inquinamento acustico, nel giugno 2015, la città metropolitana ha approvato progetto definitivo per ulteriori lavori di pubblica illuminazione che mirano al miglioramento della sicurezza stradale attraverso sistemi di illuminazione ad isola con impianti fotovoltaici alimentati esclusivamente da energia solare.

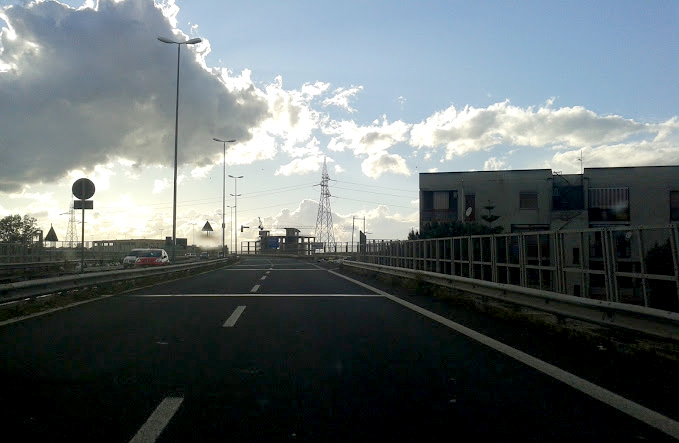
Tratto dell'Asse Mediano.

## Percorso
Il tracciato parte da Lago Patria distaccandosi dalla strada statale 7 quater Via Domiziana e prosegue in parallelo con la Circumvallazione Esterna di Napoli; quest'ultima prende un percorso diverso a quello dell'Asse Mediano, più vicino all'area urbana del capoluogo, per terminare quindi nel comune di Cercola.
I due percorsi si separano poco prima dell'abitato di Giugliano; il percorso della ex statale è caratterizzato da una cospicua presenza di viadotti che attraversano buona parte dell'esteso comune di Giugliano, dove incontra l'innesto con la ex strada statale 265 dei Ponti della Valle, prosegue in direzione Melito dove è possibile accedere all'Asse Perimetrale con la quale si raccordano alcuni quartieri di Napoli nord: Piscinola, Scampia, Miano e San Carlo all'Arena.
Il tracciato prosegue quindi in direzione di Grumo Nevano e Frattamaggiore. Presso lo svincolo di Frattamaggiore, è presente il collegamento con la ex SS 87 NC Sannitica nuova; subito dopo l'uscita di Afragola incontra il raccordo per la rete autostradale nazionale, prosegue in direzione Casalnuovo e Acerra e continua il suo percorso verso il Raccordo A.S.I dell'area industriale di Pomigliano d'Arco dove incontra l'innesto della SS 162 dir del Centro Direzionale; termina quindi il suo tracciato sull'Asse di Supporto Nola-Villa Literno, dove incontra lo svincolo che immette sul percorso storico della ex strada statale 162 della Valle Caudina.

## Tabella percorso
| Asse Mediano                                   | |      |                     |
| Tipo                                           | Indicazione | ↓km↓ | città metropolitana |
|                                                | Domiziana Lago Patria Circumvallazione Esterna di Napoli | 0,0  | NA                  |
|                                                | Giugliano via Ripuaria | 1,7  | NA                  |
|                                                | Zona industriale di Giugliano-Qualiano Stazione di Giugliano-Qualiano (svincolo chiuso in direzione Lago Patria)                                               | 5,3  | NA                  |
|                                                | Qualiano | 6,8  | NA                  |
|                                                | Villa Literno SP 58 Santa Maria a Cubito Parco Commerciale di Giugliano Mercato ortofrutticolo di Giugliano Cancello Arnone                                    | 7,6  | NA                  |
|                                                | Area di servizio | 9,9  | NA                  |
|                                                | Giugliano-Parete-Villaricca Stadio Alberto De Cristofaro | 10,6 | NA                  |
|                                                | ex Ponti della Valle Caserta Marcianise-Trentola Ducenta-Teverola Centri Commerciali                                                                           | 11,6 | NA                  |
|                                                | Area di servizio | 12,5 | NA                  |
|                                                | Aversa-Melito Colonne di Giugliano | 14,9 | NA                  |
|                                                | Sant'Antimo-Casandrino | 16,1 | NA                  |
|                                                | Asse Perimetrale di Melito-Scampia Aeroporto Capodichino | 16,5 | NA                  |
|                                                | Grumo Nevano | 18,2 | NA                  |
|                                                | Casoria-Arzano ex Sannitica Nuova Zona industriale Arzano/Casoria/Frattamaggiore                                                                               | 20,5 | NA                  |
|                                                | Frattamaggiore | 21   | NA                  |
|                                                | Afragola-Cardito | 23,7 | NA                  |
|                                                | Raccordo Capodichino Tangenziale di Napoli Napoli-Salerno Salerno-Reggio Calabria Napoli-Canosa                                                                | 24,7 | NA                  |
|                                                | Milano-Napoli | 25,4 | NA                  |
|                                                | Centro Commerciale Le Porte di Napoli, ex Ipercoop Stazione di Napoli Afragola - alta velocità (uscita in direzione Acerra) (entrata in direzione Lago Patria) | 26,8 | NA                  |
|                                                | Area di servizio Casalnuovo (solo in direzione Acerra) | 27,2 | NA                  |
|                                                | Acerra-Casalnuovo Stazione di Napoli Afragola - alta velocità                                                                                                  | 27,7 | NA                  |
|                                                | Acerra Stazione di Acerra (RFI) Circumvesuviana di Acerra | 30,4 | NA                  |
| Raccordo zona industriale di Pomigliano d'Arco | |      | NA                  |
|                                                | Fiat Chrysler Automobiles-Stellantis Consorzio Sole Tiberina                                                                                                   | ASI  | NA                  |
|                                                | Castello di Cisterna-Brusciano Stazione Circumvesuviana di Castelcisterna                                                                                      | ASI  | NA                  |
|                                                | Avio Pomigliano d'Arco | ASI  | NA                  |
|                                                | Leonardo-Finmeccanica Stazione Circumvesuviana di Pomigliano                                                                                                   | ASI  | NA                  |
|                                                | ex del Centro direzionale | 30,8 | NA                  |
|                                                | ex Asse di Supporto Nola-Villa Literno ex della Valle Caudina                                                                                                  | 34   | NA                  |